# I liga 1967-1968 (pallacanestro maschile)
La I liga 1967-1968 è stata la 34ª edizione del massimo campionato polacco di pallacanestro maschile. La vittoria finale è stata ad appannaggio del Wisła Cracovia.

## Risultati

### Stagione regolare
|     | Squadra             | G  | V  | P  | PF   | PS   | Pt. | Qualificazione        |
| --- | ------------------- | -- | -- | -- | ---- | ---- | --- | --------------------- |
| 1.  | Wisła Cracovia      | 22 | 17 | 5  | 1841 | 1558 | 39  |                       |
| 2.  | Legia Varsavia      | 22 | 17 | 5  | 1735 | 1523 | 39  |                       |
| 3.  | Wybrzeże Danzica    | 22 | 17 | 5  | 1546 | 1466 | 39  |                       |
| 4.  | Śląsk Breslavia     | 22 | 16 | 6  | 1583 | 1371 | 38  |                       |
| 5.  | AZS Varsavia        | 22 | 15 | 7  | 1466 | 1306 | 37  |                       |
| 6.  | Lech Poznań         | 22 | 11 | 11 | 1466 | 1549 | 33  |                       |
| 7.  | Polonia Varsavia    | 22 | 10 | 12 | 1490 | 1548 | 32  |                       |
| 8.  | Sparta Cracovia     | 22 | 7  | 15 | 1407 | 1602 | 29  |                       |
| 9.  | Lublinianka Lublino | 22 | 7  | 15 | 1394 | 1576 | 29  |                       |
| 10. | AZS Toruń           | 22 | 6  | 16 | 1471 | 1613 | 28  |                       |
| 11. | AZS Poznań          | 22 | 5  | 17 | 1425 | 1622 | 27  | retrocesse in II liga |
| 12. | Start Lublino       | 22 | 5  | 17 | 1517 | 1612 | 27  | retrocesse in II liga |

| I liga 1967-1968         |
| ------------------------ |
| Wisła Cracovia 4º titolo |

## Formazione vincitrice
| N° | Naz.               | Ruolo | Sportivo               |  | Alt. |  |
| -- | ------------------ | ----- | ---------------------- |  | ---- |  |
|    | Polonia (bandiera) | A     | Krystian Czernichowski |  | 194  |  |
|    | Polonia (bandiera) | G     | Adam Gardzina          |  | 194  |  |
|    | Polonia (bandiera) |       | Piotr Grabowski        |  |      |  |
|    | Polonia (bandiera) | C     | Edward Grzywna         |  |      |  |
|    | Polonia (bandiera) | P     | Wiesław Langiewicz     |  | 183  |  |
|    | Polonia (bandiera) |       | Kazimierz Lenczowski   |  |      |  |
|    | Polonia (bandiera) | C     | Bohdan Likszo          |  | 198  |  |
|    | Polonia (bandiera) | C     | Marek Ładniak          |  | 202  |  |
|    | Polonia (bandiera) | G     | Andrzej Łędzki         |  |      |  |
|    | Polonia (bandiera) | AP    | Czesław Malec          |  | 194  |  |
|    | Polonia (bandiera) | P     | Maciej Pietrzyk        |  |      |  |
|    | Polonia (bandiera) | P     | Stanisław Słotołowicz  |  |      |  |
|    | Polonia (bandiera) | A     | Wiesław Stasielak      |  |      |  |
|    | Polonia (bandiera) | A     | Stefan Wójcik          |  |      |  |
|    | Polonia (bandiera) | All.  | Jerzy Bętkowski        |  |      |  |

## Premi e riconoscimenti
- MVP stagione regolare:  Wiesław Langiewicz, Wisła Cracovia